# Râșnov
Râșnov (Rosenau en allemand; Barcarozsnyó en hongrois; Cumidava dans l'Antiquité) est une ville du Județ de Brașov, en Transylvanie, Roumanie.

## Géographie
Située à une altitude d'environ 670 mètres, à environ 15 km de Brașov, Râșnov est une ville du pays de la Bârsa.

## Histoire et étymologie
La région fut habitée par les Daces, dont on a découvert les traces dans le voisinage de la ville actuelle (citadelle de Cumidava). Vu la situation stratégique de la zone, les Romains y ont construit un castrum afin de protéger le passage à travers les Alpes de Transylvanie. Mais après l'abandon de la Dacie par Aurélien, Cumidava disparaît des sources pour mille ans, jusque vers 1215 lorsque les chevaliers teutoniques y construisent une forteresse qui ne fut prise qu'une seule fois au cours de son histoire, vers 1600 par Gabriel Ier Báthory. Au pied de la citadelle se développe un bourg germanique, entouré de faubourgs valaques. Le pays de la Bârsa est alors un fief saxon en principauté de Transylvanie, depuis l'édit du roi Géza II de Hongrie (1141-1162) autorisant la colonisation allemande dans cette région. Les colons venaient pour la plupart de l'Ouest du Saint-Empire romain germanique et parlaient généralement des dialectes franciques : il semble que son nom de Rosenau vienne de la bourgade homonyme du Sundgau et signifie en francique « pré aux roseaux », mais a été phonétiquement rapproché des roses, qui figurent sur le blason de la ville.

## Démographie
| Recensement | Recensement | Composition ethnique | Composition ethnique | Composition ethnique | Composition ethnique | Composition ethnique |
| Année       | Population  | Roumains             | Allemands            | Hongrois             | Roms                 | Autres               |
| ----------- | ----------- | -------------------- | -------------------- | -------------------- | -------------------- | -------------------- |
| 1850        | 4 094       | 1 935                | 1 768                | 13                   | 378                  | 0                    |
| 1920        | 4 876       | 2 995                | 1 744                | 136                  | -                    | 1                    |
| 1930        | 5 347       | 3 215                | 1 742                | 116                  | 200                  | 74                   |
| 1941        | 5 732       | 3 856                | 1 750                | 102                  | -                    | 24                   |
| 1956        | 7 974       | 6 153                | 1 563                | 233                  | 10                   | 15                   |
| 1977        | 13 792      | 11 715               | 1 498                | 539                  | 11                   | 29                   |
| 1992        | 16 384      | 15 494               | 421                  | 444                  | 14                   | 11                   |
| 2002        | 15 456      | 14 929               | 155                  | 332                  | 26                   | 14                   |
| 2011        | 15 022      | 13 458               | 100                  | 200                  | 268                  | 996                  |

## Tourisme
- la forteresse qui surmonte la ville
- la vieille ville saxonne

### Aux alentours
- villes : Brașov, Făgăraș, Sibiu
- Églises fortifiées de Transylvanie
- les monts Bucegi avec leurs nombreuses stations de sports d'hiver

## Galerie

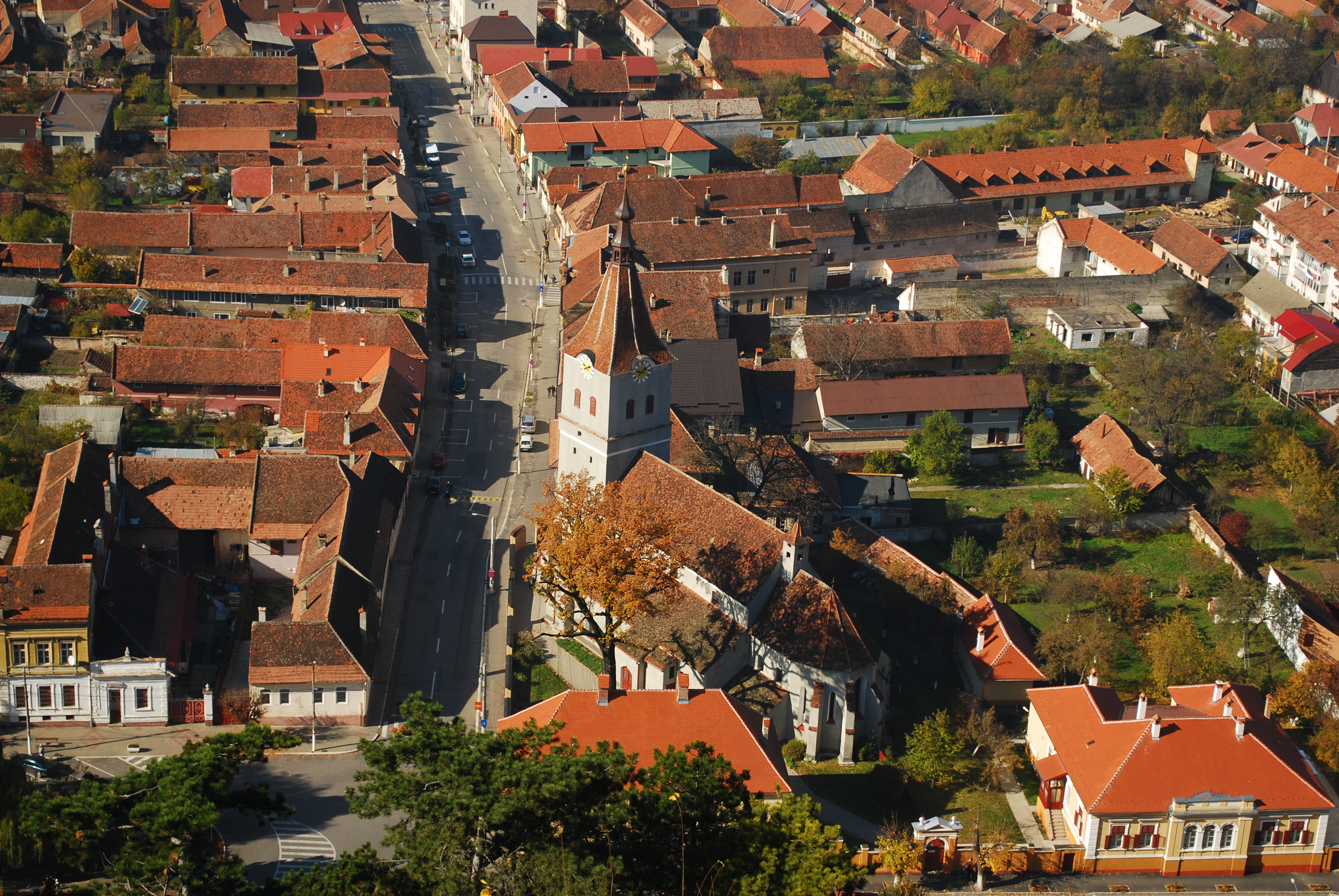
Panorama de la ville
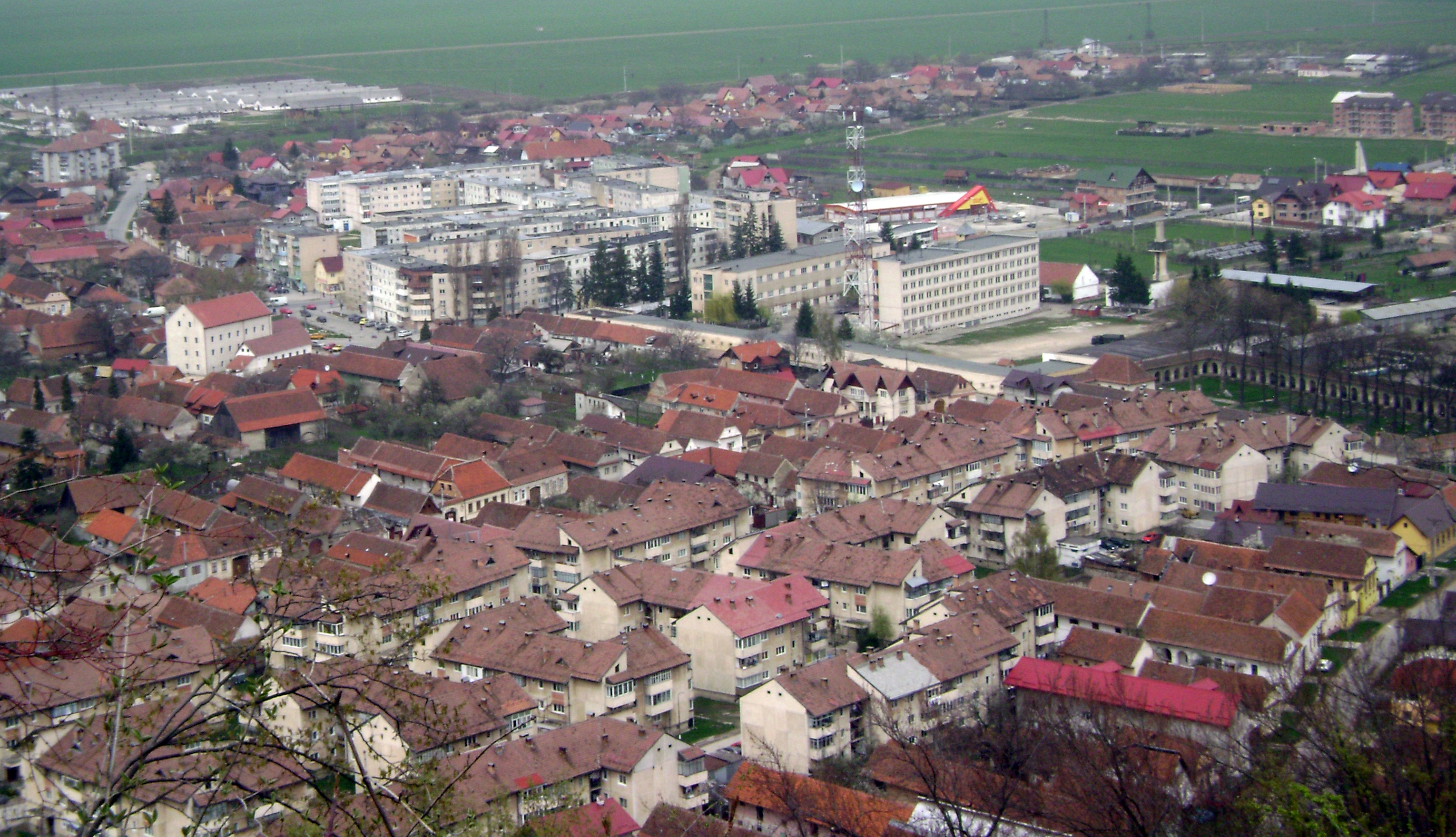
La ville vue de la forteresse
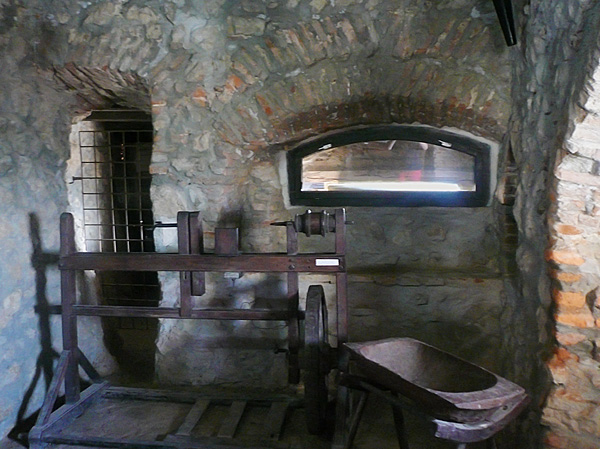
Musée de Râșnov
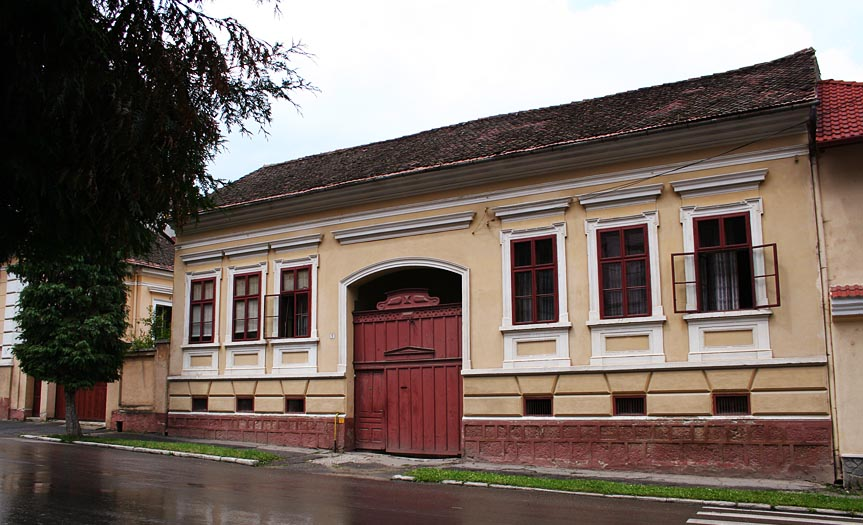
Maison saxonne
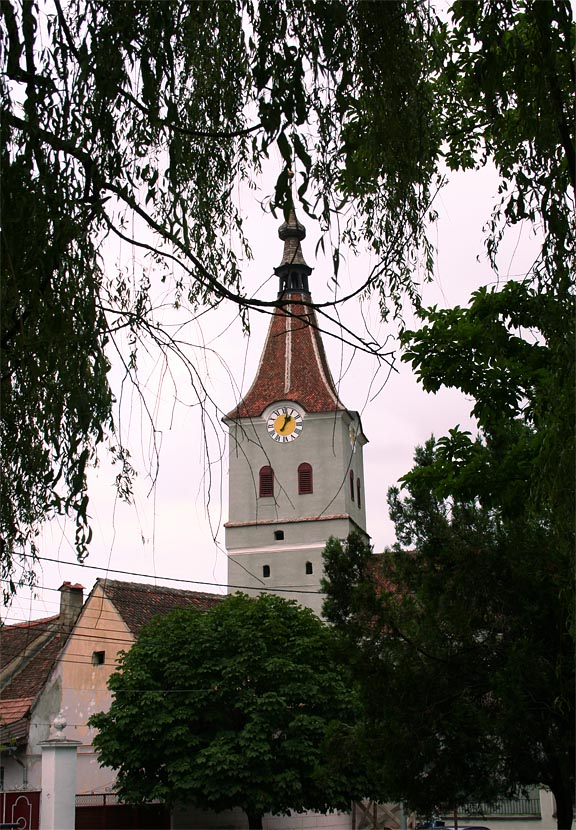
Église luthérienne
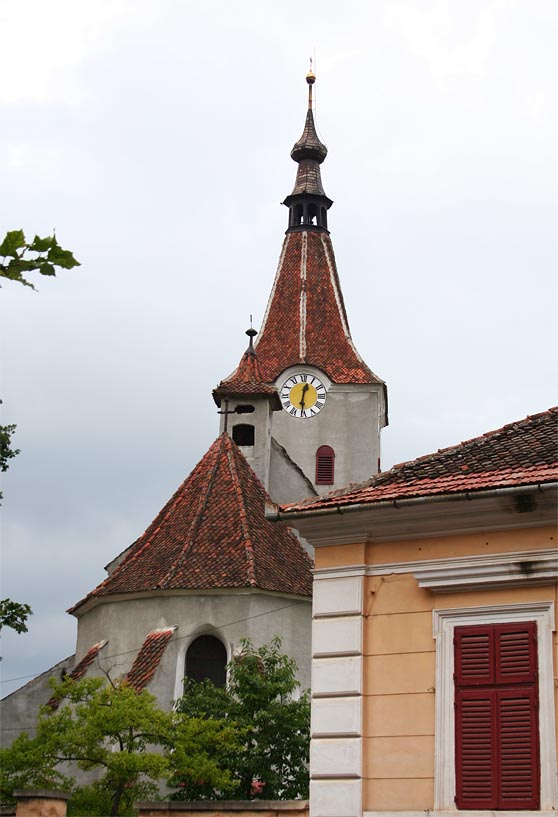
Église luthérienne
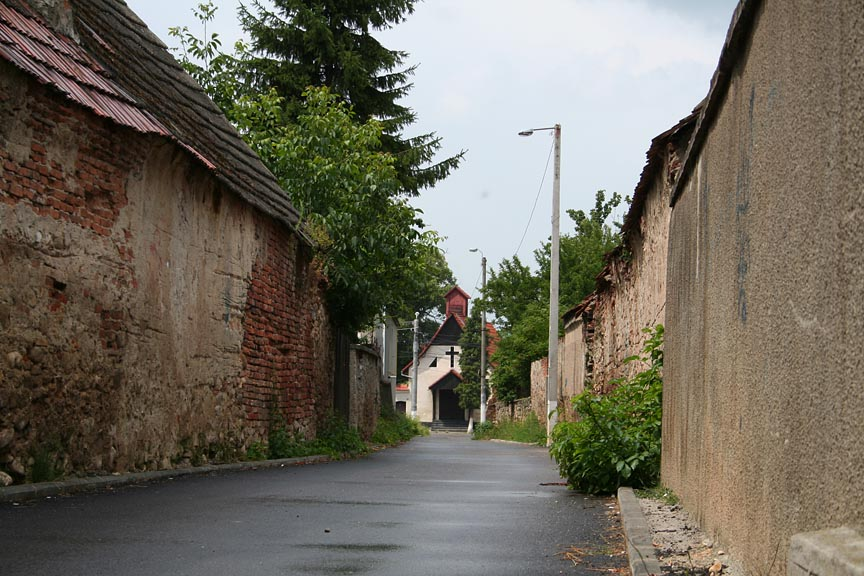
Une rue de la vieille ville de Râșnov
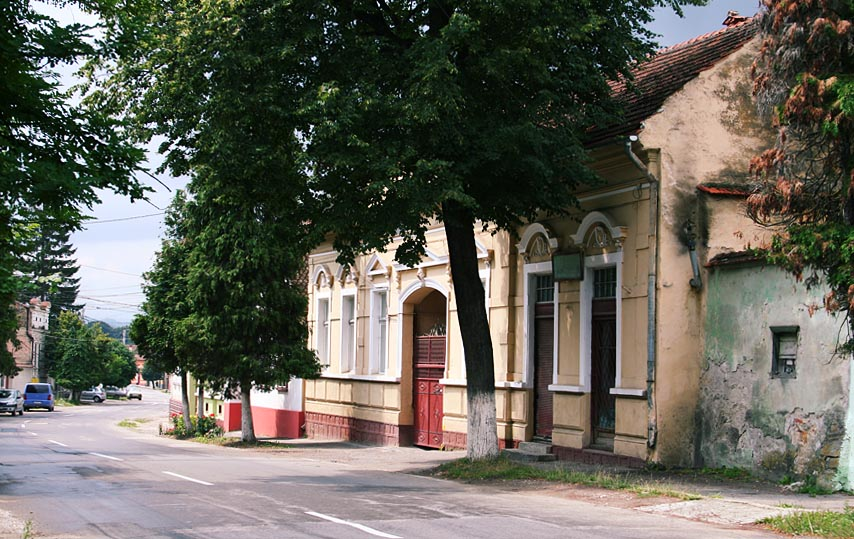
Une autre rue de Râșnov
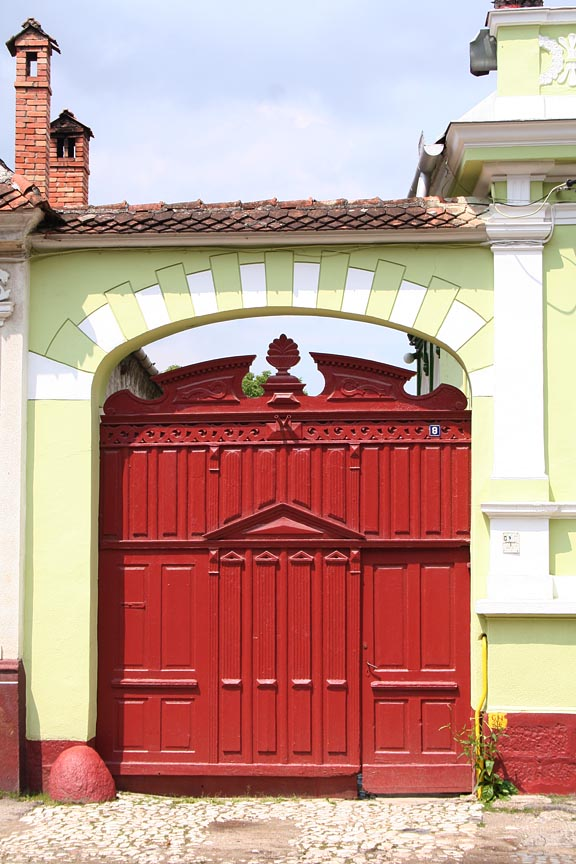
Portail d'une maison saxonne
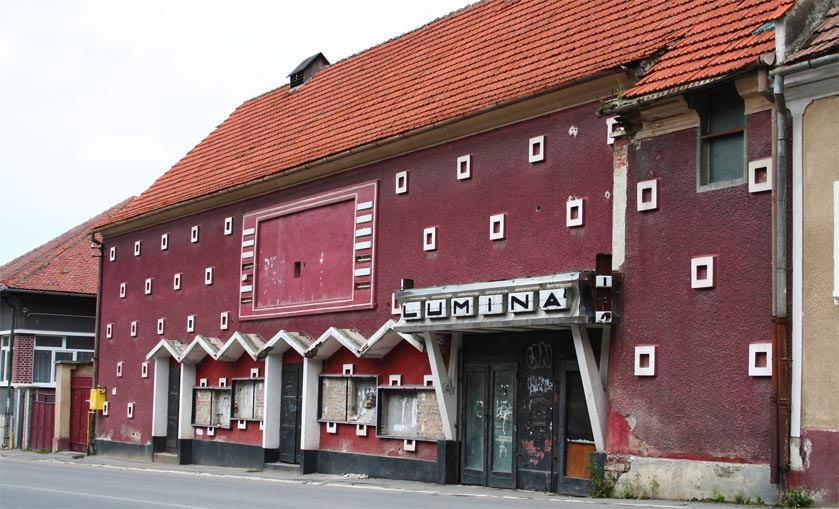
Grange saxonne réaménagée en cinéma (aujourd'hui fermé)

La forteresse
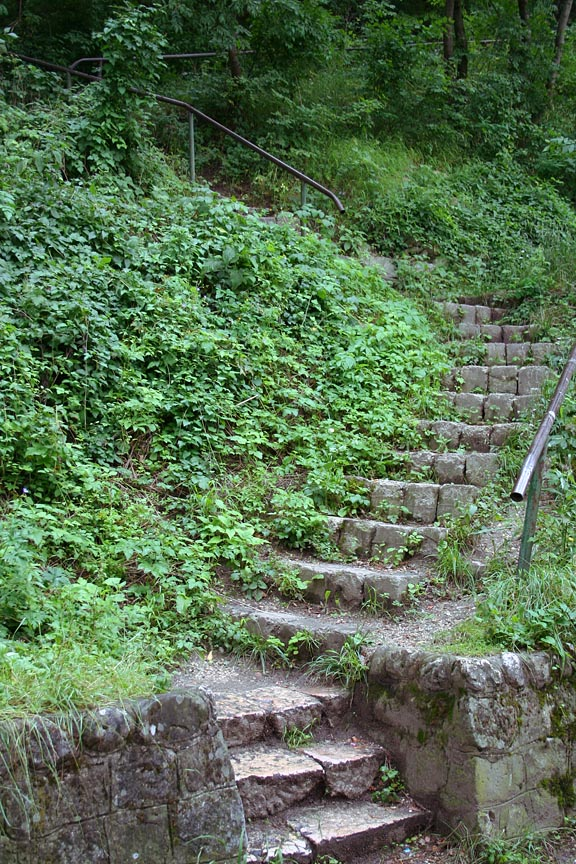
Escalier menant à la forteresse
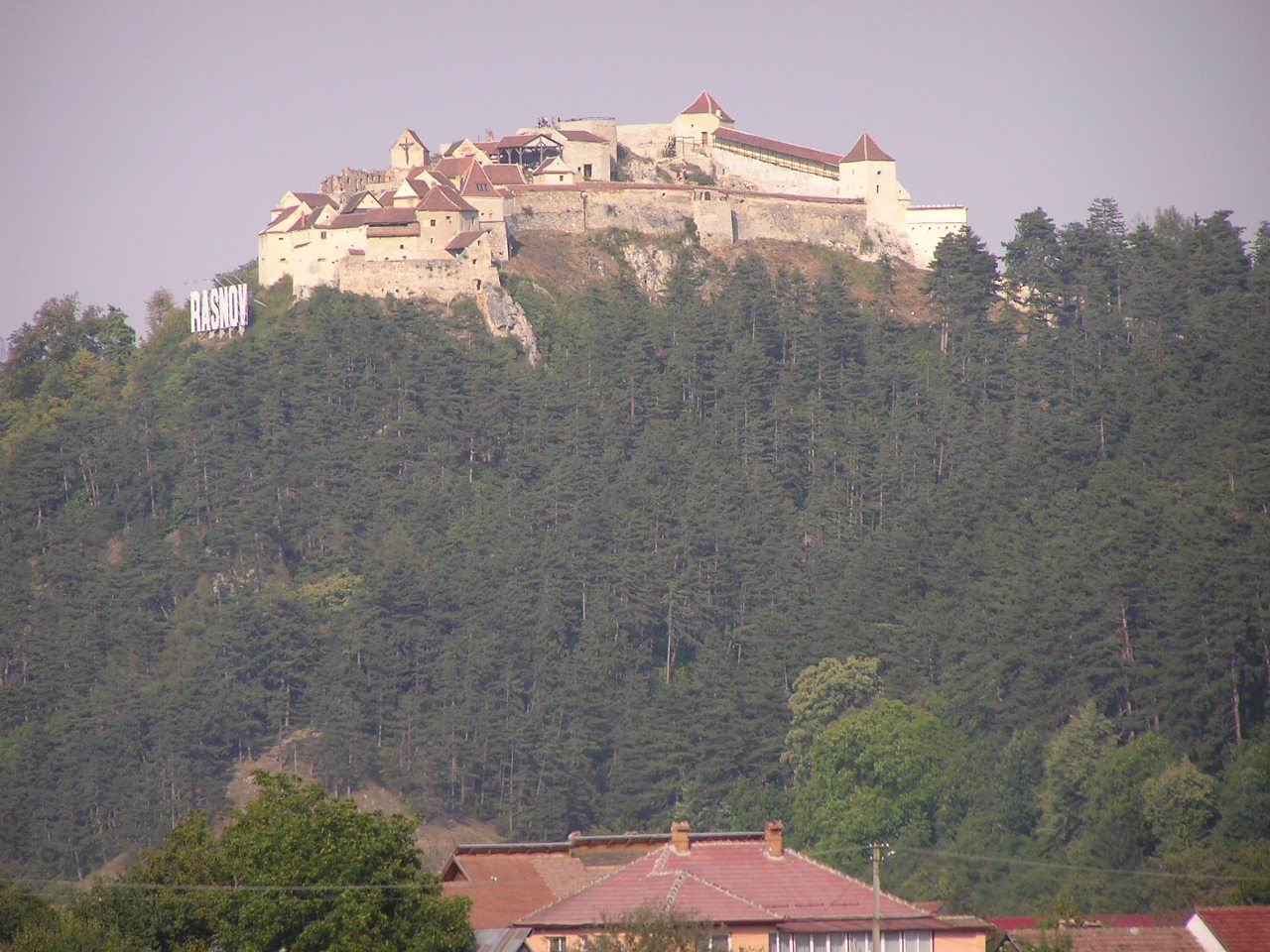
Forteresse de Râșnov
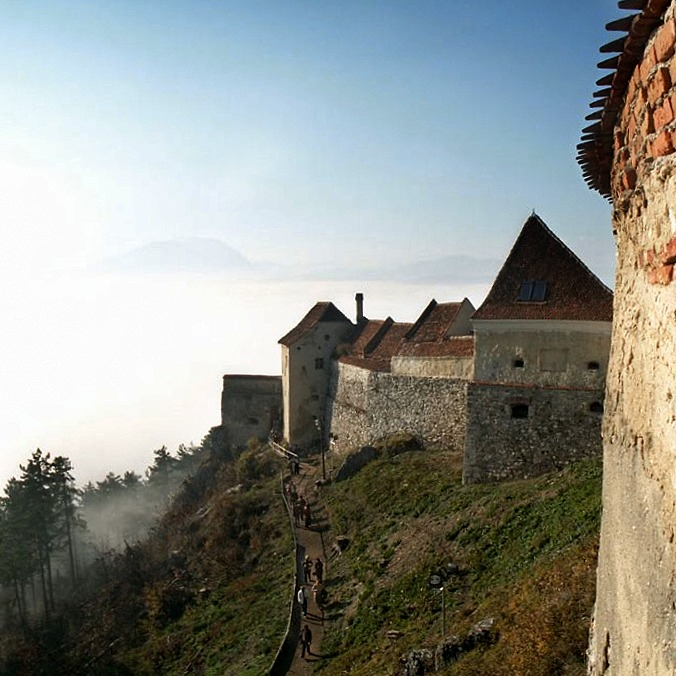
Forteresse de Râșnov
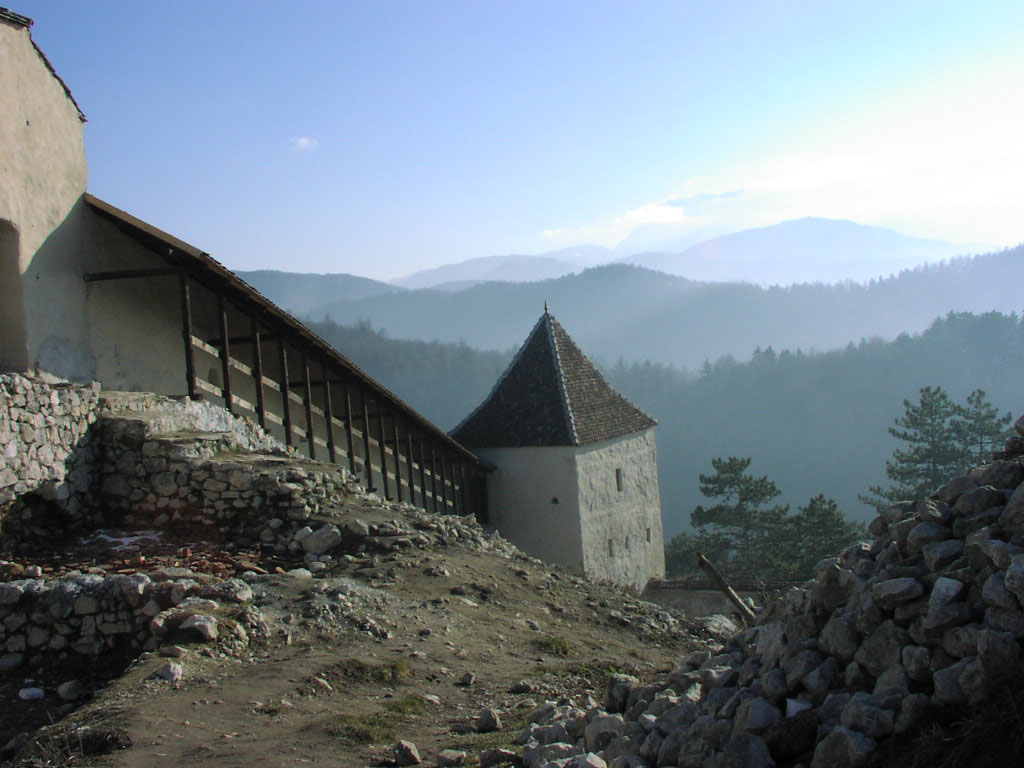
Forteresse de Râșnov
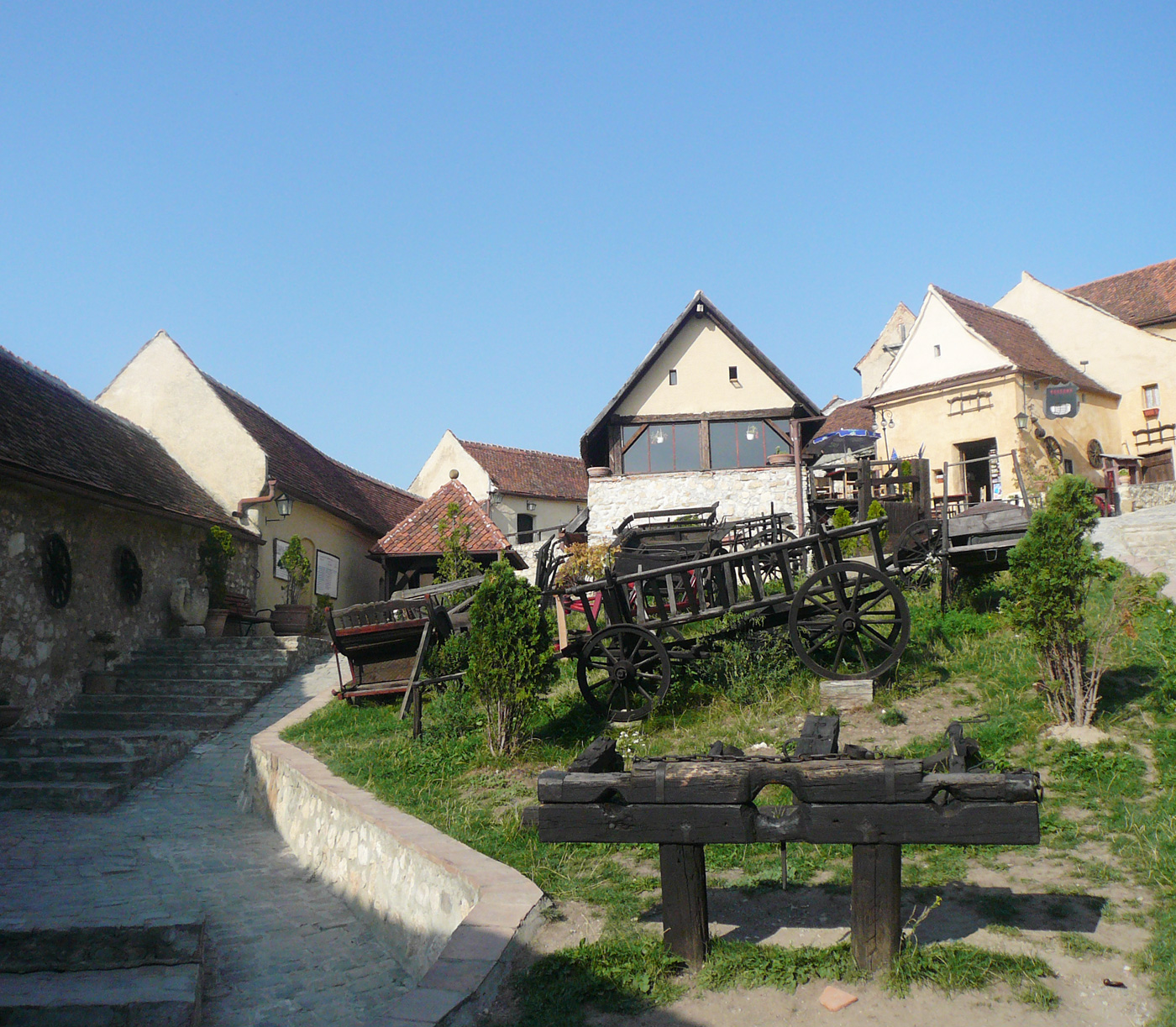
Intérieur de la forteresse
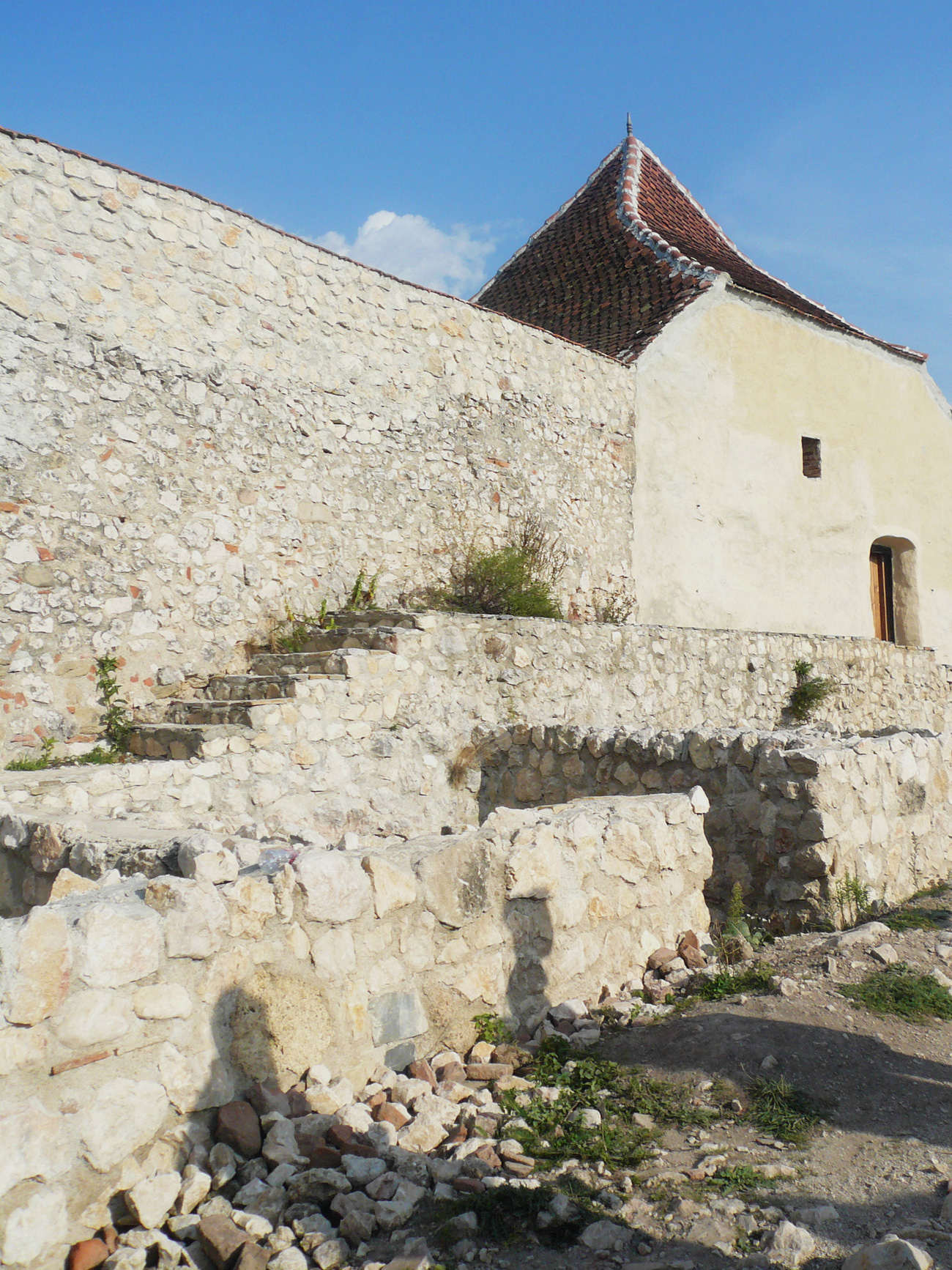
Intérieur de la forteresse
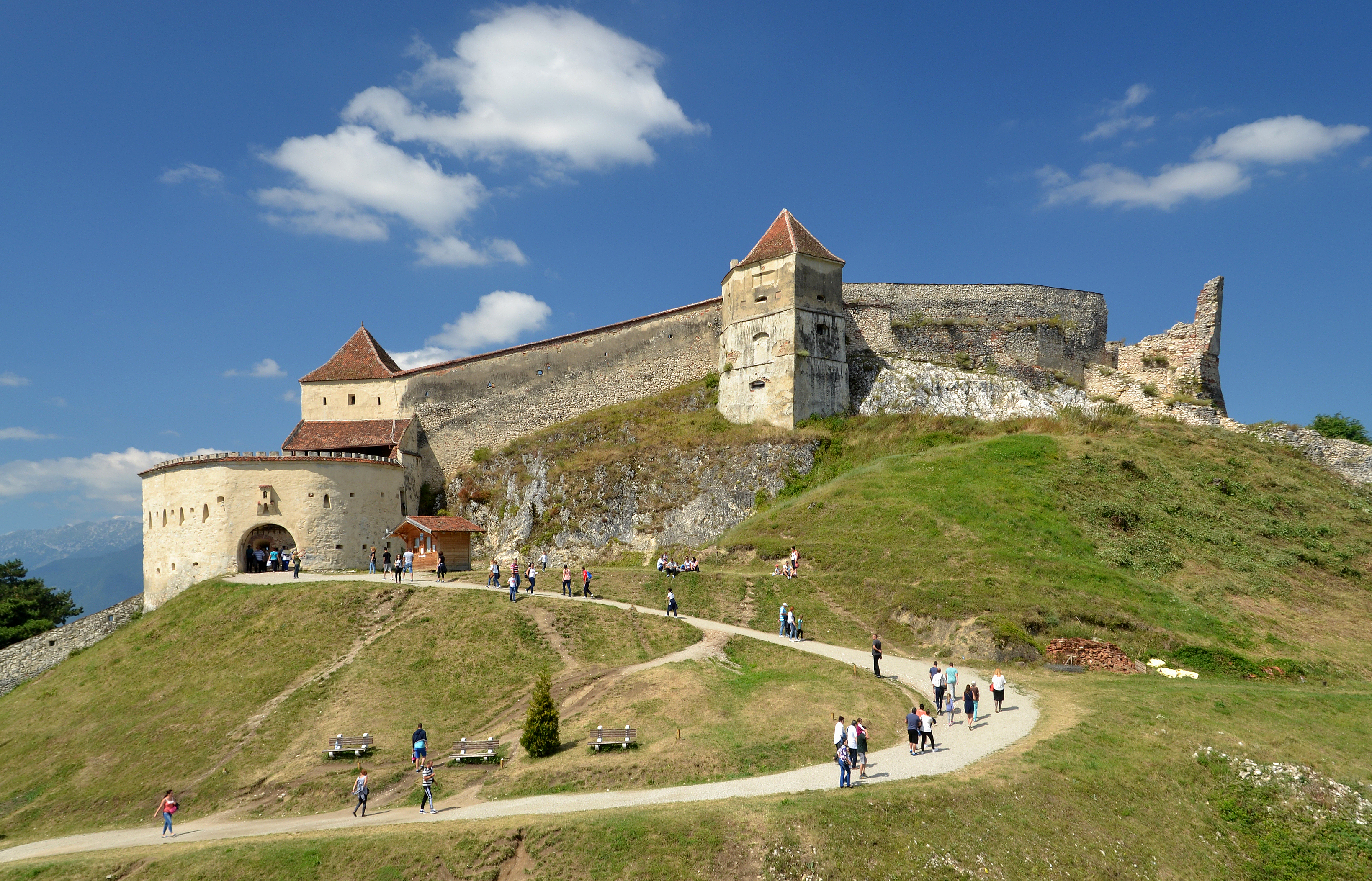
Vue générale, août 2016.

### Note
1. ↑  Hermann Unger : Rosenauer Geschichte, Parohia Luterană Râșnoveană, Râșnov 1966, 32 p., Urkundenbuch zur Geschichte der Deutschen in Siebenbürgen, vol. IV, Hermannstadt [Sibiu], 1937, p. 314. et Hermann Fabini, Atlas der siebenbürgisch-sächsischen Kirchenburgen, Heidelberg 2002, p. 378.
2. 1 2 3 4 5 6 7 8  (hu) « ERDÉLY ETNIKAI ÉS FELEKEZETI STATISZTIKÁJA », sur kia.hu